# Římskokatolická farnost Pitín
Římskokatolická farnost Pitín je územní společenství římských katolíků v děkanátu Uherský Brod s farním kostelem svatého Stanislava.

## Historie farnosti
Farnost existovala již v 16. století, kolem roku 1750 byla připojena k bojkovické farnosti, roku 1784 byla znovu zřízena.  Farní kostel byl připomínám už v 15. století, současnou podobu dostal v polovině 19. století.

## Duchovní správci
Jmenný přehled duchovních správců je dochován od roku 1786. Od roku 2004 je administrátorem R. D. Mgr. Zdeněk Graas.

## Bohoslužby
Bohoslužby se konají pravidelně ve farním kostele - v neděli v 8.15 a 10.30, ve středu a v pátek v 16.00.

## Aktivity farnosti
Ve farnosti se pravidelně koná tříkrálová sbírka. V roce 2018 se při ní vybralo 23 084 korun.

## Duchovní pocházející z farnosti
Pitínským rodákem byl olomoucký arcibiskup Josef Matocha.